# لارس أولوف ماتسون
لارس أولوف ماتسون (بالسويدية: Lars-Olof Mattsson)‏ هو مدرب كرة قدم ولاعب كرة قدم سويدي، ولد في 13 نوفمبر 1954 في بلدية إدا ‏ في السويد. لعب مع IK Arvika ‏.

## وصلات خارجية
- لارس أولوف ماتسون على موقع قاعدة بيانات كرة القدم.إي يو (الإنجليزية)
- لارس أولوف ماتسون على موقع عالم كرة القدم.نت (الإنجليزية)